# Московская хоровая капелла мальчиков
Московская хоровая капелла мальчиков — детско-юношеский хоровой коллектив из Москвы.

## История
Московская хоровая капелла мальчиков была создана в 1957 году виднейшим отечественным хоровым дирижёром, заслуженным деятелем искусств России, Грузии, Абхазии, профессором Вадимом Судаковым (1935—2007). Капелла была образована по инициативе Московского музыкального общества на базе МГПИ (РАМ) имени Гнесиных. С 1972 по 2002 гг. Капеллой руководила выдающийся педагог, народная артистка России Нинель Камбург (1940—2002). С 2002 по 2011 год Капеллу возглавлял её ученик, заслуженный деятель искусств России Леонид Баклушин (1965—2011). В настоящее время руководителем Капеллы является Богдан Петренко.
С 1966 года коллектив осуществлял свою деятельность на базе средней общеобразовательной школы № 122, а с 2013 года — на базе школы № 1234.

## Деятельность
Капелла осуществляет подготовку мальчиков с шести до семнадцати лет, опираясь в образовательном процессе на лучшие традиции русского хорового искусства, обучение неразрывно связано с исполнительской деятельностью. Коллектив капеллы — лауреат и дипломант международных и отечественных фестивалей и конкурсов.
В разные годы солисты Капеллы принимали участие в постановках опер «Кармен» Ж. Бизе, «Богема» Дж. Пуччини, «Золотая тщета» Б. Бриттена, «Борис Годунов» М. Мусоргского, «Боярыня Морозова» Р. Щедрина, «Пиковая дама» П. Чайковского на сценах Большого театра, Музыкального театра имени К. С. Станиславского и В. И. Немировича-Данченко, Московского камерного театра под руководством Б. Покровского, театра «Новая опера».
Ведущее место в репертуаре коллектива отдано хоровой классике различных эпох и стилей, русской духовной музыке и народным песням, наряду с этим Капелла активно сотрудничает с современными композиторами.
Хор Капеллы выступает в лучших залах Москвы, поёт в православных и католических храмах, даёт благотворительные концерты. Коллектив активно гастролирует как в городах России, так и за рубежом (страны Европы, США, Канада, Япония, Южная Корея). В 1985 году капелла выступала перед членами королевской семьи Великобритании в лондонском Альберт-холле, в 1999 году — в Белом Доме перед президентом США с рождественским концертом и была удостоена аудиенции. Большую известность и популярность приобрела программа «Christmas Around the World», которую с 1993 года Капелла неоднократно исполняла перед Рождеством в США. Также коллектив принимал участие в концертах благотворительного фонда В. Спивакова в ММДМ (2012 г.), в Московском пасхальном фестивале (2011, 2013, 2014 гг.), выступал на фестивале российской культуры в Японии (2010, 2011 гг.).
Московская хоровая капелла мальчиков сотрудничала с такими дирижёрами как Е. Светланов, Г. Рождественский, В. Федосеев, С. Одзава, М. Ростропович, В. Гергиев, В. Полянский, П. Коган, М. Горенштейн, Т. Курентзис, Ю. Франц, К. Лоренц, М. Браббинс, А. Левин, В. Халилов, А. Орлов. Со многими из них коллектив Капеллы участвовал в исполнении таких шедевров мировой музыкальной литературы как «Рождественская оратория» и «Страсти по Матфею» И. С. Баха, «Stabat Mater» Г. Перголези, «Реквием» В. А. Моцарта, Девятая симфония Л. ван Бетховена, «Реквием» Г. Форе, Третья симфония Г. Малера, «Симфония псалмов» И. Стравинского, «Гимны любви» Г. Нильсена, «Военный реквием» Б. Бриттена, «Прометей» А. Скрябина.